# The Mystick Krewe of Clearlight
The Mystick Krewe of Clearlight is een Amerikaanse southern rockband, bestaande uit verschillende leden van het sludgemetalcircuit in New Orleans. De band werd oorspronkelijk opgericht onder de naam Clearlight, maar veranderde haar naam om zich te onderscheiden van de Franse progressieve rockband met dezelfde naam.

## Bezetting
Oprichters
- Jimmy Bower (e-gitaar)
- Joey LaCaze † (drums)
- Andy Shepherd (e-basgitaar)
- Paul Webb (e-gitaar)
- Ross Karpelman (keyboards)

Live- en sessiemuzikanten
- Scott Weinrich (zang)
- Pepper Keenan (zang)

## Geschiedenis
De Mystick Krewe of Clearlight werd in 1996 opgericht als resultaat van enkele geïmproviseerde bluesrockjamsessies. De bandleden waren vooral bekend van gezamenlijke sludgeprojecten, het NOLA-circuit en repeteerden vaak samen. Volgens Garry Sharpe-Young was de formatie van de band een directe ontwikkeling van de vroege ingestelde jamsessies van de bands EyeHateGod, Crowbar, Down en Corrosion of Conformity. Het project werd een volwaardige band door de inspanningen van LaCaze en Bower om leden de mogelijkheid te bieden om muziek te produceren, die verder gaat dan hun gebruikelijke sludge-stijl. Na een paar jaar, die de band had gespeeld met jamsessies en live optredens in de omgeving van New Orleans, werd in september 2000 het titelloze debuut The Mystick Krewe of Clearlight geproduceerd door Dave Fortmann en uitgebracht bij het New Yorkse crust punk, psychedelisch en doommetal label Tee Pee Records. Hoewel de band reageerde op eerdere demo-opnames met zang, onder meer van Pepper Keenan, bleef het debuutalbum puur instrumentaal. De gesplitste ep Free… / The Father, the Son and the Holy Smoke met de sludgemetalband Acid King, die eind 2000 volgde, werd uitgebracht met medewerking van de populaire doommetal zanger Scott Weinrich (Saint Vitus, The Obsessed). Weinrich zong beide nummers van de band en speelde ook een elektrische gitaar die vervreemd was met e-bow-effecten op beide nummers. Deze ep is ook geproduceerd door Dave Fortmann. Het volgende jaar bracht The Mystick Krewe of Clearlight samen met Weinrichs band The Obsessed een gelimiteerde split vinyl single uit met covers van de southern rockband Lynyrd Skynyrd. De Mystick Krewe of Clearlight droegen het in 1999 opgenomen nummer Cheatin' Woman bij. Deze keer werd de opname ondersteund door Pepper Keenan als zanger.
In het voorjaar van 2001 wilde The Mystick Krewe of Clearlight zichzelf presenteren aan het grote publiek tijdens een gezamenlijke tournee door North Carolina met Corrosion of Conformity en Clutch. Van de band werd echter alle muziekapparatuur gestolen van de bandaanhanger in Dallas, waarna The Mystick Krewe of Clearlight tijdelijk werd ontbonden. Het was pas in 2012 dat de band opnieuw geïsoleerde concerten gaf in het grotere gebied van New Orleans. Na een Europese tournee met EyeHateGod overleed de 42-jarige Joey LaCaze op 23 augustus 2013 in zijn huis aan ademhalingsfalen. Het voortbestaan van de band is sindsdien onzeker.

## Stijl
De band wordt voornamelijk toegewezen aan southern rock en hardrock. Intense riffs, uitdijende gitaarsolo's, een groovy ritme en het gebruik van het Hammondorgel worden genoemd als bijzondere kenmerken. Rick Kutner ziet invloeden van bluesrock, soul, funk en hardrock voor alle muziek. Christian Maiwald omschrijft de stijl van de band voor de Ox-Fanzine als riff-benadrukte 1970-rock met Hammondorgels. Ned Raggett maakt vergelijkingen met Deep Purple vanwege het Hammondorgel, net als Rick Kutner vanwege de gitaren. Andreas Kohl vergelijkt de band voor Visions met Grand Funk Railroad, Led Zeppelin, Mountain en Thin Lizzy.

## Discografie
- 2000: The Mystick Krewe of Clearlight (album, Tee Pee Records)
- 2000: Free…/The Father, the Son and the Holy Smoke (split-ep met Acid King, Man's Ruin Records)
- 2001: The Obsessed/The Mystick Krewe of Clearlight (split-single met The Obsessed, Southern Lord)